# Millapoa
Millapoa (del mapudungún vientre de oro) es una comarca situada en el Valle de Catiray, Chile en la que sucedieron importantes hechos militares de la Guerra de Arauco.Se encuentra a 20 kilómetros al norte de Nacimiento , en la ribera del río Biobío frente a la desembocadura del río Huaqui . .

## Descripción
En la región había varias fortificaciones españolas hasta 1590 hasta que los mapuches las arrasaron instaurando un dominio sobre la zona posteriormente instalando ellos un fuerte en Catiray.
El caserío actual de Millapoa está sobre el lugar donde el gobernador Alonso de Sotomayor, fundó el Fuerte del Espíritu Santo del Catiray en 1585 en la desembocadura del Estero El Paso.

## Milla significa oro y este despierta codicia y abusos
En esta localidad había un rico lavadero de oro , descubierto por el gobernador Martín García Oñez de Loyola que fundó ahí la ciudad de Santa Cruz de Coya en honor de su esposa doña Beatriz Clara Coya, hermosa princesa incaica. Esta población también cayó bajo la avalancha araucana junto a las otras siete ciudades que fueron arrasadas en la sublevación provocada por la ambición de la familia Salazar. Mas la codicia por el oro, nuevamente la estaba poblando con el nombre de Millapoa donde los yanaconas para no ser víctimas de crueles castigos, tenían que trabajar sin descanso, casi como esclavos. Aunque no estaban libres de las periódicas palizas, para que no intentaran alzarte contra sus feroces amos. Las vejaciones sufridas por estos desdichados mapuches llegaron a los oídos del Mestizo Alejo que se encontraba en su ulmén de Quilleco a donde llegaron prisioneros casi agónicos llevados desde Millapoa, siendo conducidos a su presencia, supo que allí en esa faena minera tenían verdugos negros. Alejo que en su infancia vio como se torturaban a los esclavos en Concepción, cortándoles la narices, lenguas, orejas, brazos y pies. Amen de marcarlos con hierros candentes, como a los animales por pequeñas faltas. Montó en cólera y ordenó a los vice toquis Quintralef y Loncoluan, preparar en el acto la marcha sobre Millapoa a la que llegaron a la media noche, cayendo por sorpresa sobre ella y pasando a cuchilla y lanza a todo el que se encontraba con arma en la mano en actitud de usarla. En cambio se le perdonaba la vida y hacía prisionero a quienes se entregaban sin resistir. Personalmente Alejo eliminó al gigantón africano Pachingo, que se batió con un inmenso mazo, el que nada le valió ante el ágil mestizo.

## Se reduce a cenizas para no volver a nacer
Esa noche fueron liberados los esclavos, castigados los verdugos y reducido a cenizas para siempre el campamento de Millapoa